# Braquipodosaure
El braquipodosaure (Brachypodosaurus, "llangardaix de potes curtes") és un gènere de dinosaure tireòfor que va viure al Cretaci superior (Maastrichtià). Les seves restes fòssils, un únic húmer, es van trobar a la formació Lameta a l'Índia. L'espècie Brachypodosaurus gravis fou anomenada per Chakravati l'any 1934 i originalment fou descrita com un estegosaure.
Aquest ornitisqui podria haver sigut un ancilosaure (un dinosaure cuirassat) o un estegosaure. De totes maneres el nom Brachypodosaurus es considera nomen dubium degut a les poques restes trobades. Wilson et al,. va posar en dubte l'afinitat del gènere amb els estegosaures l'any 2003. L'altre gènere del Cretaci superior descrit originalment com un estegosaure, dravidsaure, és també un nomen dubium.